# Porječina
Porječina (en serbe cyrillique : Порјечина) est un village de Bosnie-Herzégovine. Il est situé dans la municipalité de Petrovo et dans la république serbe de Bosnie. Selon les premiers résultats du recensement bosnien de 2013, il compte 554 habitants.

## Histoire
Jusqu'à la guerre de Bosnie-Herzégovine, Porječina faisait partie de la municipalité de Gračanica ; à la suite des accords de Dayton, la localité a été rattachée à la municipalité de Petrovo nouvellement créée et intégrée à la République serbe de Bosnie.

## Démographie

### Évolution historique de la population dans la localité
| 1948 | 1953 | 1961 | 1971 | 1981 | 1991 | 2013 |
| ---- | ---- | ---- | ---- | ---- | ---- | ---- |
| -    | -    | 863  | 940  | 842  | 819, | 554  |

|  |